# Frilla

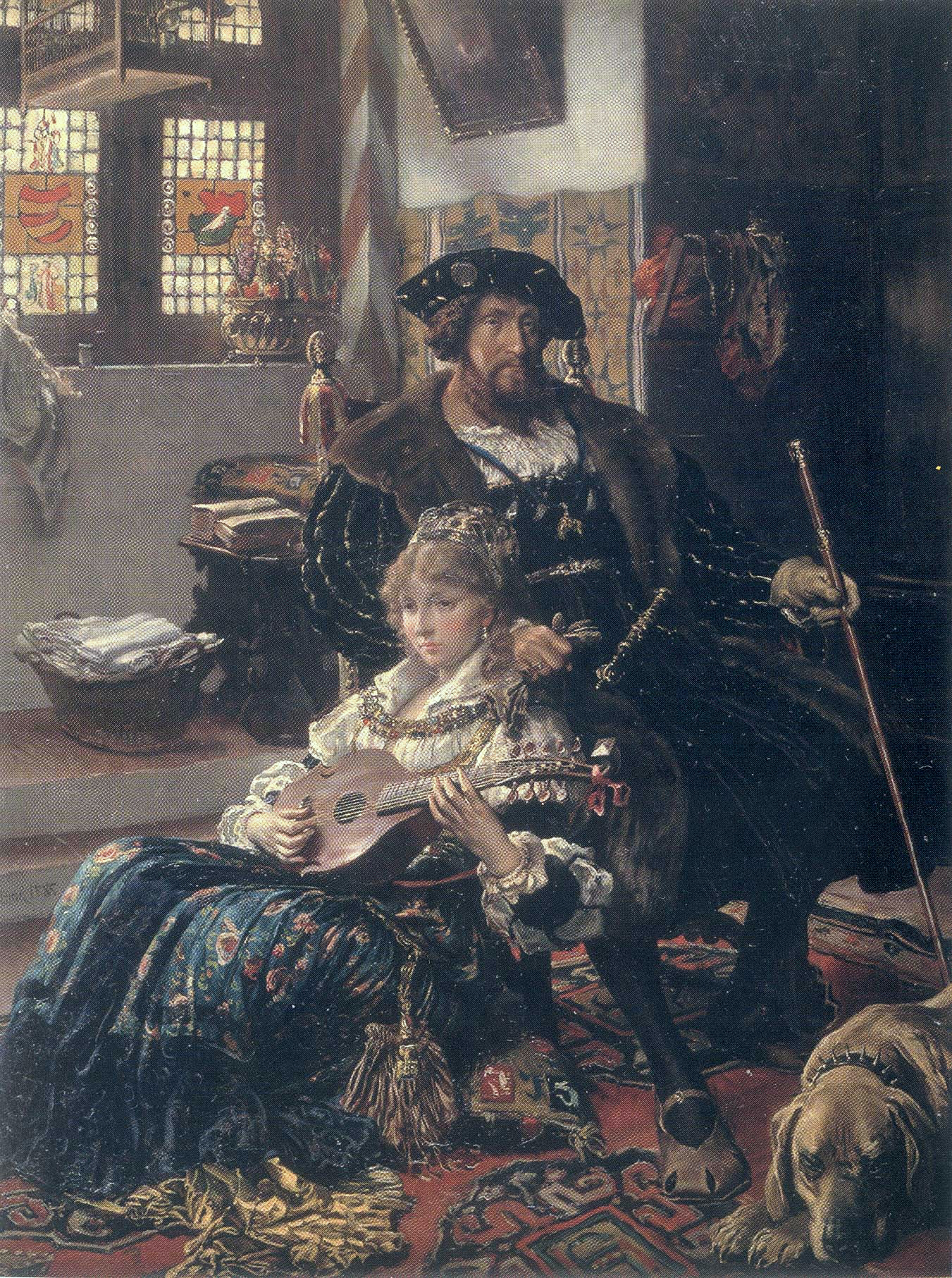
Dyveke Sigbritsdochter e o rei Cristiano II da Dinamarca

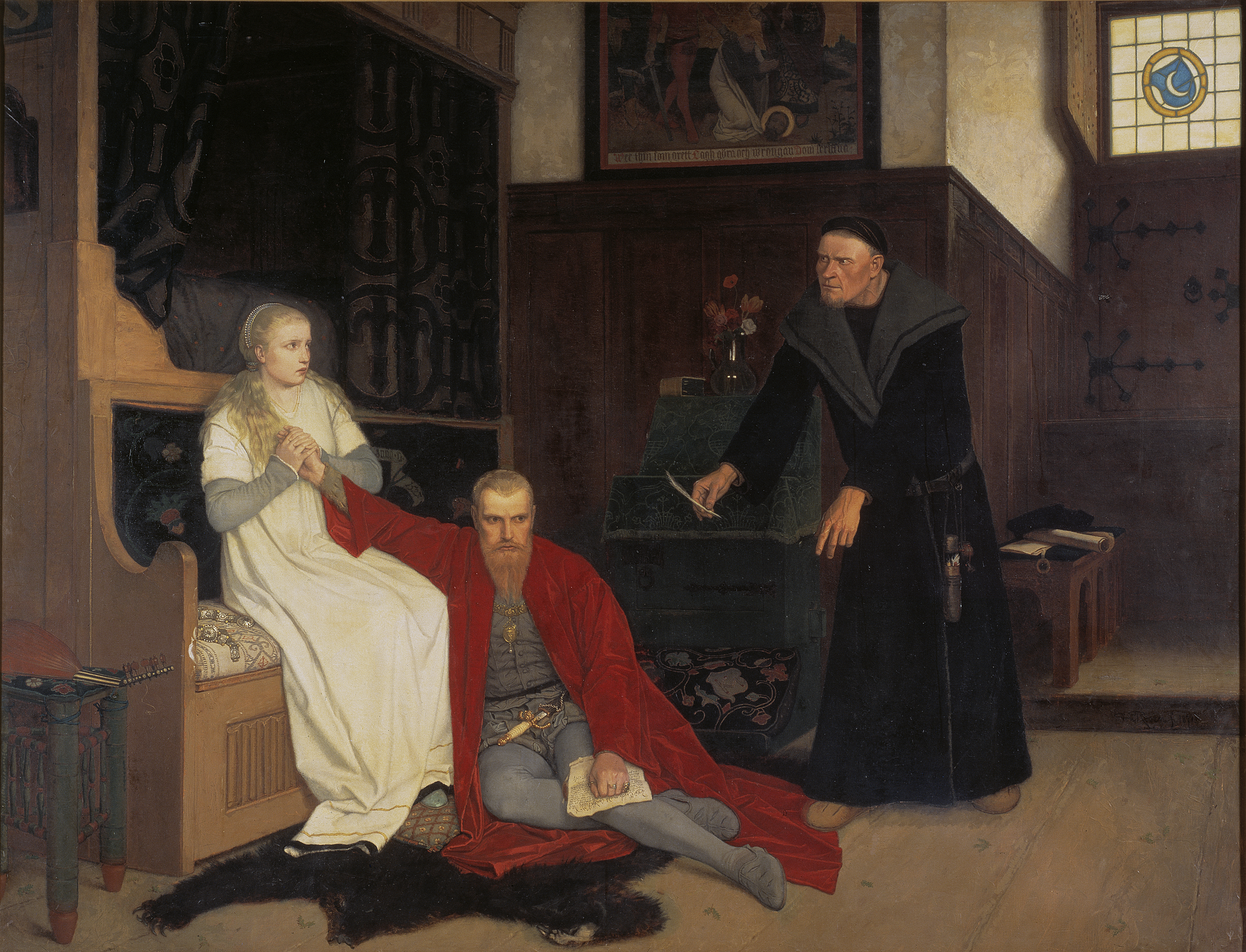
Catarina Månsdotter e o rei Érico XIV da Suécia

Frilla (em sueco:  frilla; em dinamarquês:  frille; em norueguês:  frille; em islandês: friðla ; em nórdico antigo friðla ou frilla) era uma amante legítima e oficial  de um rei, um nobre, ou grande senhor (hövding) nórdico, durante a Era Viquingue e a Idade Média. As "frillas" e seus filhos eram reconhecidos oficialmente e tinham um direito parcial às heranças. Além de sancionado, chegava a ser inclusivamente recomendadável que os jovens príncipes tivessem "frillas" antes de se casarem. 

## Frillas conhecidas
- Catarina Månsdotter
- Cristina Abrahamsdotter
- Edla - esposa ou frilla do rei Olavo, o Tesoureiro (Olof Skötkonung)